# Heinz Lorenz (Schriftsteller)
Heinz Lorenz, auch Heinz Lorenz-Lambrecht genannt, eigentlich geb. als Heinrich Ludwig Lorenz (* 9. Juli 1888 in Lambrecht; † 20. August 1966 in Koblenz) war ein deutscher Schriftsteller und Redakteur.

## Leben
Heinz Lorenz wurde in Lambrecht als Sohn des Gemischtwarenhändlers Ludwig Lorenz und seiner Frau Anna Maria Merkel geboren. In Landstuhl besuchte er die Lateinschule. Er entschied sich für eine militärische Laufbahn und trat 1907 als Fahnenjunker dem 2. Badischen Grenadierregiment bei, welches dem Kaiser direkt unterstellt war; bald darauf wurde er zum Leutnant befördert. Lorenz nahm ab 1914 am Ersten Weltkrieg teil und geriet im April 1915 nach seiner Verschüttung an der Lorettohöhe als Oberstleutnant in französische Gefangenschaft. 1919 kam er frei und gründete in Koblenz das Rheinische Holzkunstgewerbe. 1926 ging Lorenz nach Berlin und wirkte zeitweise als Redakteur bei der „Eleganten Welt“. Danach organisierte er im Berliner Sportpalast Boxkämpfe, Sechstagerennen, Konzerte und Chöre mit teils überregional bekannten Persönlichkeiten. Er war auch Gründer der „Berliner Wochenzeitung“, welche aber nur kurze Zeit erschien. Im Zweiten Weltkrieg war er im Rang eines Majors in Paris für die Truppenbetreuung mit Kino und Theater zuständig. Später lebte er wieder in Berlin, wurde jedoch ausgebombt und zog nach Hambach in die Pfalz.
Lorenz galt in seiner Heimat als vielseitiger Epiker, Erzähler und Dramatiker. Auch beschäftigte sich Lorenz intensiv mit der Regionalgeschichte und schrieb zahlreiche Stücke für das Theater und die Freilichtbühne. Er schrieb etwa 80 Romane, wovon eine Vielzahl in Fortsetzungen in Zeitungen und Illustrierten erschienen.
Heinz Lorenz starb 1966 in Koblenz und wurde in Landstuhl beerdigt.

## Ehrungen
- Erster Weltkrieg: Eisernes Kreuz 1. und 2. Klasse
- 1958: Bundesverdienstkreuz am Bande
- Pfalzplakette des Pfälzischen Verkehrverbandes

## Werke (Auswahl)
- Frithart, der Fähndrich, Novelle. Kaiserslautern, Hermann Kaysers 1913
- Der Koloss: Das Schicksal eines Volkes, Roman in 2 Büchern. Ludwigshafen, Waldkirch 1933
- Ausfahrt und Heimkehr, Ein König schmiedet einen Mann, Roman. Drei Quellen-Verlag, Königsbrück i.Sa. 1935
- Barbette und die Bestien, Kriminalroman. Berlin, Erich Zander 1938
- Einer unter Millionen, Roman. Berlin. P. J. Oestergaard 1940
- Die Weinbergfehde, Erzählung. Kranz Verlag 1949
- Neustadt an der Weinstrasse: Das heitere Herz der Pfalz. Speyer, Graf 1958

### Bühnenstücke
- 1963: Ein wunderliches Dokument, Burg Nanstein bei Landstuhl
- Das Gasthaus im Niemandsland, Lustspiel. Aufführungen in Queidersbach, München, Mannheim und Leipzig
- Das Musikantendorf, Mackenbach, Komödie. Aufführung auf 40 Bühnen

### Film
- Leichte Kavallerie, Musikfilm von 1935 mit Marika Rökk. Romanvorlage: Heinz Lorenz-Lambrecht[2]